# (12316) 1992 HG
(12316) 1992 HG est un astéroïde de la ceinture principale de 17,251 km de diamètre découvert en 1992.

## Description
(12316) 1992 HG a été découvert le 27 avril 1992 à Kiyosato (Japon) par Satoru Ōtomo.

### Caractéristiques orbitales
L'orbite de cet astéroïde est caractérisée par un demi-grand axe de 3,9 UA, un périhélie de 2,70 UA, une excentricité de 0,13 et une inclinaison de 7,99° par rapport à l'écliptique. Du fait de ces caractéristiques, à savoir un demi-grand axe compris entre 2 et 3,2 UA et un périhélie supérieur à 1,666 UA, il est classé, selon la JPL Small-Body Database, comme objet de la ceinture principale.

### Caractéristiques physiques
(12316) 1992 HG a une magnitude absolue (H) de 12,2 et un albédo estimé à 0,081, ce qui permet de calculer un diamètre de 17,251 km. Ces résultats ont été obtenus grâce aux observations du Wide-field Infrared Survey Explorer (WISE), un télescope spatial américain mis en orbite en 2009 et observant l'ensemble du ciel dans l'infrarouge, et publiés en 2014 dans un article présentant les résultats concernant 2 835 astéroïdes de la ceinture principale.